# Ilija Pandurović
Ilija Ika Pandurović (Čubura, 1933 — Београд, 2013) bio je srpski slikar. 

## Biografija
Rođen je u Čuburi 1933. godine, gde je i proveo veći deo života.
Završio je Likovnu Akademiju završio u klasi profesora Zore Petrović i Ljubice Cuce Sokić. Bio je likovni profesor u umetničkoj školi u Beogradu. Ceo svoj radni vek proveo u Beogradu kao slobodan umetnik. 
Održao je 28 samostalnih izložbi u bivšoj Jugoslaviji, Australiji i Italiji i učestvovao preko 100 puta na raznim kolektivnim izložbama. Dela mu se nalaze u nekoliko muzeja, galerijama i kolekcijama velikih firmi. Dobitnik je više nagrada - za crtež, slikarstvo i pejsaž. Bio je član ULUS-a. Njegove slike su prepoznatljive jer su mu teme slične – nadahnuće je crpeo u Beogradu, ali i golubovima kao neizostavnom elementu u njegovom životu. 